# 罗宾汉 (动画电影)
《羅賓漢》（英語：Robin Hood），是1973年上映的美國動畫冒險音樂喜劇電影，由华特迪士尼动画工作室所製作，同時也是該工作室第21部经典动画长片，本片改編自英國民間故事罗宾汉，但是角色则换成了动物，罗宾汉的形象由一只狐狸担任，小約翰的形象由一隻熊擔任。該部電影由沃夫冈·雷瑟曼執導及編劇，也是第一部完全「後迪士尼」的動畫長片。其配音陣容包括拉里·克萊蒙斯、布賴恩·貝德福德、菲爾·哈里斯、彼得·烏斯蒂諾夫、帕特·布特拉姆、莫妮卡·埃文斯和卡羅爾·雪萊的聲音為特色。
將《羅賓漢》改編成動畫長片的想法，可以追溯到華特·迪士尼在製作他的第一部全長動畫長片《白雪公主》後對於狐狸雷納德的故事感興趣。然而這個想法一再擱置，直到作家和製作設計師肯·安德森在製作《猫儿历险记》期間，使用擬人化動物而不是人類的羅賓漢傳奇故事結合出想法後，才開始进行《羅賓漢》電影化的製作。
最終《羅賓漢》於1973年11月8日上映。這部電影取得了商業上的成功。雖然最初得到了影評人的正面評價，稱讚了配音演員、動畫和喜劇元素，但自發行以後，其批評和接受度在客群來說逐漸變得參差不齊。儘管如此，這部電影還是獲得了狂熱的粉絲群，多年來一直是迪士尼粉絲群評價最佳的作品之一。

## 故事大綱
故事開頭由吉他手艾倫的出場，帶出劇中人物羅賓漢與小約翰，兩人居住在雪伍德森林，透過劫富濟貧的方式，救助諾丁漢的鄉親，他們也因此常遭到諾丁漢侍衛長與弓箭手的追捕，但總是能化險為夷。一日，兩人得知約翰親王抵達諾丁漢，決定偽裝成算命師來劫奪約翰親王攜帶的財寶。
受挫的約翰親王決定透過重賞的方式捉拿兩人，更指派諾丁漢侍衛長不斷向鄉親收稅，侍衛長不僅強行徵收跛子鑄鐵師的錢財，連小孩過生日的禮物也不放過，那是那家人努力賺來送給兒子邦尼的一枚金幣，不久後偽裝成乞丐的羅賓漢抵達邦尼一家，在聽完邦尼述說侍衛長的行為後，羅賓漢卸除了裝扮，他不僅送給邦尼一隻弓箭與帽子作為生日禮物，更救助了這家人。
次日，邦尼帶著姊妹與好友出外練習射箭，卻不小心將箭射進瑪麗安小姐的後院，眾人因此跟正在後院玩羽毛球的瑪麗安與她的女僕克拉克認識，瑪麗安透過邦尼得知了羅賓漢，兩人兒時為青梅竹馬，但已有多年沒見，此時，諾丁漢的塔克修士拜訪了羅賓漢與小約翰，告知約翰親王將舉行射箭比賽，贏家更可獲得瑪麗安的親吻，但這場射箭比賽其實是約翰親王設局引誘羅賓漢的招數。羅賓漢堅持參加，他扮成一隻鶴參加比賽，小約翰則假扮成一名爵士接近約翰親王觀察動靜。經過激烈的比賽，由諾丁漢侍衛長與羅賓漢（假扮成鶴）進入決賽，即使侍衛長透過狡猾的方式射中紅心，羅賓漢在最後仍贏得了比賽，但約翰親王早已看穿羅賓漢的身分。約翰親王當眾人的面將羅賓漢捉拿，所幸透過小約翰的協助才得以擺脫，但侍衛長也揭穿了小約翰的身分，導致整個射箭比賽變成一場大亂鬥，最後羅賓漢、小約翰、瑪麗安等人逃入了雪伍德森林。
羅賓漢與瑪麗安再度陷入熱戀，諾丁漢的鄉親也因羅賓漢對付了約翰親王而前來一起同歡慶祝，並透過歌曲嘲弄約翰親王，約翰親王在得知後憤怒不已，決定透過加倍徵稅作為懲罰，大部分的鄉親都因繳不出稅而被關入監獄。侍衛長繼續到處收稅，他前往塔克修士所在的教堂拿取慈善箱的錢財，塔克修士再也無法容忍侍衛長的行為，而與侍衛長發生衝突，侍衛長藉機以叛國罪的名義逮捕了塔克修士。
約翰親王透過加倍徵稅坐擁大量錢財，仍因捉拿不到羅賓漢而感焦躁，此時身旁的希斯爵士告知了塔克修士入獄一事，得知此事的約翰親王決定透過絞死塔克再次引誘羅賓漢，而這件事也果真傳到了羅賓漢的耳裡。次日凌晨，羅賓漢與小約翰潛入了城堡，他們決定不僅要救出塔克修士，釋放所有被關的人，更要將被強行徵收的錢財還給諾丁漢的鄉親，兩人趁約翰親王熟睡之際展開了行動。羅賓漢正準備將最後一袋錢財帶離，卻被希斯爵士發現，驚醒的約翰親王指派衛兵追捕眾人，小約翰成功帶著眾人前往雪伍德森林，而羅賓漢則為了救邦尼的妹妹被關在城堡的大門之內。經過一番驚險的追捕，羅賓漢逃回了約翰親王的臥房躲藏，但侍衛長卻早已埋伏在此，羅賓漢雖成功擺脫侍衛長，卻因侍衛長帶來的火把焚燒了臥房而不得已逃至屋頂，遠在森林裡的小約翰與邦尼無助地看著一切發生，羅賓漢在無處可逃下跳進了下方的護城河，眼見河中未有動靜，令小約翰與邦尼認為羅賓漢已死，但其實羅賓漢早已透過水下呼吸的方式逃至河邊，約翰親王在得知後陷入絕望，並目睹城堡陷入火海，深知自己的計劃已宣告失敗。
在故事的最後，約翰親王的哥哥理查返回了諾丁漢重新掌權，理查國王讓自己的弟弟約翰、希斯爵士與侍衛長服刑，他也赦免了羅賓漢與小約翰，並准許自己甥女瑪麗安與羅賓漢的愛情，羅賓漢與瑪麗安最終在諾丁漢鄉親的祝福下步入禮堂，離開諾丁漢展開蜜月旅行。

## 影音產品
- 中文版VCD由中录德加拉在中国大陆发行，DVD由博伟在台湾发行。2007年5月又重新發行特別版，但卻沒有收入2000年11月發行時的國語發音版本。

## 配音員
| 發音                              | 發音                   | 發音   | 角色                 | 角色                         | 角色       |
| 英語                              | 國語                   | 粵語   | 中文                 | 原文                         | 動物形象   |
| --------------------------------- | ---------------------- | ------ | -------------------- | ---------------------------- | ---------- |
| 布萊恩·貝德福特（Brian Bedford）  | 劉兵                   | 招世亮 | 羅賓漢               | Robin Hood                   | 狐狸       |
| 莫妮卡·艾凡斯（Monica Evans）     | 王靜雯／許曼筠（唱歌） | 盧慧恩 | 瑪麗安小姐           | Maid Marian                  | 狐狸       |
| 菲爾·哈里斯（Phil Harris）        | 林棟甫／金效強（唱歌） | 秦煌   | 小約翰               | Little John                  | 熊         |
| 皮特·乌斯蒂诺夫                   | 王肖兵                 | 黃一飛 | 約翰親王             | Prince John                  | 獅子（幼） |
| 派特·巴特倫（Pat Buttram）        | 胡榮華                 | 施介強 | 諾丁漢侍衛長         | Sheriff of Nottingham        | 狼         |
| 泰瑞·湯瑪斯（Terry-Thomas）       | 陳兆雄                 | 劉昭文 | 希斯爵士             | Sir Hiss                     | 蛇         |
| 羅傑·米勒（Roger Miller）         | 宋懷強                 | 周志輝 | 艾倫·阿戴爾          | Alan-a-Dale                  | 雞         |
| 卡洛兒·雪萊（卡萝尔·谢利）        | 俞紅                   | 謝月美 | 克拉克女士           | Lady Kluck                   | 雞         |
| 安迪·戴芬（Andy Devine）          | 張名煜                 | 甄錦華 | 塔克修士             | Friar Tuck                   | 獾         |
| 喬治·林賽（George Lindsey）       | 秦川                   | 賈鳳梧 | 屈格                 | Trigger                      | 禿鷹       |
| 肯·柯蒂斯（Ken Curtis）           | 張小親                 | 黃仲匡 | 納斯                 | Nutsy                        | 禿鷹       |
| 比利·惠塔克（Billy Whittaker）    | 虞鵬飛                 | 張裕東 | 史基比（邦尼）       | Skippy                       | 兔子       |
| 瑞奇·桑德斯（Richie Sanders）     | 李嘯                   |        | 托比                 | Toby                         | 烏龜       |
| 戴納·勞里塔（Dana Laurita）       |                        | 嚴緯思 | 姊妹                 | Sis                          | 兔子       |
| 多里·惠塔克（Dori Whittaker）     | 朱怡聞                 |        | 塔嘎隆               | Tagalong                     | 兔子       |
| 約翰·菲德勒（John Fiedler）       |                        |        | 賽克斯頓神父         | Father Sexton                | 老鼠       |
| 芭芭拉·盧迪（Barbara Luddy）      | 詹佳                   |        | 賽克斯頓夫人（妹妹） | Mrs. Sexton（Little Sister） | 老鼠       |
| 芭芭拉·盧迪（Barbara Luddy）      | 曹雷                   |        | 兔媽媽               | Mother Rabbit                | 兔子       |
| 傑·派特·歐馬利（J. Pat O'Malley） |                        |        | 奧圖                 | Otto                         | 狗         |
| 皮特·乌斯蒂诺夫                   |                        | 張志偉 | 理查國王             | King Richard                 | 獅子       |

## 類似作品
- 日本NHK電視台曾自1990年起的陸續幾年間播出過一套名為《羅賓漢大冒險》（ロビンフッドの大冒險，香港無線及亞洲電視台譯《俠盜羅賓漢》）之動畫影集，與迪士尼相同都採動畫方式呈現作品，但並未採用以動物的形象模擬人物的方式表現。